# Simulium longitarse
Simulium longitarse är en tvåvingeart som först beskrevs av Rubtsov och Violovich 1965.  Simulium longitarse ingår i släktet Simulium och familjen knott. Inga underarter finns listade i Catalogue of Life.